# Hammanskraal

Hammanskraal is een plaats in het noorden van de Zuid-Afrikaanse provincie Gauteng. De plaats ligt 20 km ten zuiden van het dorp Pienaarsrivier in Limpopo en het is vernoemd naar een vroege veeboer, Hamman, die hier een kraal gebouwd heeft om zijn vee tegen roofdieren te beschermen. In 1979 is hier FOSATU (Federation of South African Trade Unions) opgericht, een verband van vakbonden dat later opgegaan is in COSATU.
Sinds de bestuurlijke herindeling van 2000 valt Hammanskraal onder de stadsmunicipaliteit Tshwane, waar ook de hoofdstad Pretoria deel van uitmaakt.
Herman Mashaba, die in augustus 2016 burgemeester van Johannesburg werd, is hier geboren en opgegroeid.